# Луїс Феліпе Васкес Алдана
Луїс Феліпе Васкес Алдана (Барранкілья, 1974) — колумбійський письменник історичної прози з Карибського басейну та Іспанії, нагороджений у Європі за свої художні твори. Він опублікував короткі романи альтернативного історичного характеру (альтернативна історія), книги молодіжних оповідань, збірку віршів і карибські історичні антастичні романи під назвою Самозванці раю і Темрява під ногами. Його розповідь привела його до отримання відзнак як Друга премія на VII конкурсі Sierra de Francia Фонду Сантісімо Крісто де Арройомуерто, Іспанія 2021, переможця у створенні оповіді портфоліо німецького Варгаса Кантільо, мера Барранкілья, Колумбія 2021, автор, обраний у Call for Fictions Berlin Side of short stories, Німеччина 2021; фіналіст III конкурсу Sierra de Francia Fundación Santísimo Cristo de Arroyomuerto Іспанія 2017, фіналіст літературної премії Трістана за фантастичний роман, міської ради Сантандера Іспанія 2018; Літературного конкурсу «Агустін Санчес Родріго» Касерес, Іспанія, 2020 та автор, відзначений Програмою підтримки художньої продукції Офісу мерії округу Барранкілья та Окружного інституту культури та туризму, 2007.
Нещодавно, у зв'язку з його новою серією історій про історії доків і верфей початку минулого століття, а також тертя, які виникли з європейськими іммігрантами, порівняно з міфічним твором Вест-Індії, він отримав такі відзнаки: ІІ фіналіст Літературного конкурсу імені Агустіна Санчеса Родріго-Вілла Серраділья, Касерес, Іспанія 2022, Почесна відзнака Латиноамериканського культурного інституту на 79-му Міжнародному конкурсі поезії та оповідання «Шлях слів», Буенос-Айрес, Аргентина 2022 та автора, обраного для антології ІІІ конкурсу оповідань CEB El Calvache «Raíces» Центром досліджень Bercialeños, Іспанія 2022. Васкес Алдана також виділявся як соціальний публіцист для програм високого вмісту колумбійського уряду та як менеджер із продажу реклами у своєму рідному місті для важливих ЗМІ іспанської мережі Grupo Prisa: Caracol Radio та Cдо мережі RCN Колумбії.

## Життєпис
Луїс народився в родині з Саагуна, Кордова, Колумбія. Його стосунки з літературою почалися дуже рано завдяки впливу, який він отримав від письменників і ораторів із Сабани під час його перших років навчання в муніципалітеті Кордова. Цей вплив опосередковано відображено в його творчості, яку можна визначити як суміш між фантастикою та історією, результатом багатьох особистих переживань, які автор навмисно переміщує в термінах часу та простору, у пошуках якого він спочатку визначив як універсальне письмо на відміну від локального. Після того, як Васкес Алдана відклав навчання від богослов'я та дизайну, він зробив кар'єру в рекламі та маркетингу, ступінь якої він отримав у 1998 році в Барранкільї. Приблизно в 2004 році він почав процес створення стратегій соціального маркетингу, який він запустив рука об руку з урядом Колумбії та іншими організаціями державного сектора, такими як мерії та районні секретаріати охорони здоров'я. Його досвід у профілактичних програмах соціальних проблем і проблем зі здоров'ям, таких як СНІД, наркоманія та ожиріння, на додаток до сприяння якісному лікуванню та харчуванню дітей, позиціонував його як одного з найбільш універсальних соціальних маркетологів на Атлантичному узбережжі. У той час він часто відвідував зібрання місцевих поетів і таким чином присвятив себе дискусії про російську літературу Федора Достоєвського, Миколи Гоголя, Льва Толстого, Антона Чехова та ін.
У цей період Васкес Алдана, далекий від місцевої традиції, від соціального реалізму, від обов'язкових читань Габріеля Гарсіа Маркеса та від латиноамериканського буму, експериментував із жанром ухронії та написав пригоду групи друзів із Галілеї, які через необхідність заглиблюються в легенду, яка поширилася лише серед групи рабинів за часів Ісуса з Назарету, ця легенда називається: Орли, які втілювалися в черепах (Антіллас, 2005), а в 2007 році вона була віддана перевагу Програма підтримки художньої продукції Офісу мерії округу Барранкілья та Окружного інституту культури та туризму. Цей альтернативний історичний наратив було продовжено у другій частині під назвою: Елізео, чарівний гладіатор (Santabárbara, 2012).
У 2013 році він закінчив Управління маркетингом у Закладі вищої освіти Політехнічного університету Атлантичного узбережжя. А свої два юнацькі оповідання він опублікував у теперішньому часі, відійшовши від вавилонської фантастики та історичної християнської теології. У 2015 році він заглиблюється в їхні звичаї, доповнюючи свою академічну підготовку гуманістичними дослідженнями історії Латинської Америки, соціальних і культурних змін наприкінці ХХ століття (1970—1990), а також культури, мистецтва та політики в Латиноамериканській Америці в університеті дель Норте. Будучи учнем доктора Хесуса Ферро Байони, члена Колумбійської мовної академії, тут він відновлює читання Хуана Рульфо, Джона Стейнбека, Вільяма Фолкнера, Ернеста Хемінгуея та інших. У 2016 році, закладаючи нові основи карибського етосу, для створення свого першого іспаномовного історичного фантастичного роману з ним зв'язалося видавництво Oveja Negra, а його навчав іспанський колумбієць Хосе Вісенте Катараін, співзасновник Alternativa (журнал) і колишній редактор Габріеля Гарсіа Маркеса, таким чином видавши Самозванці раю. До 2017 року він працював менеджером з продажу реклами (Барранкілья) в іспанській медіа-мережі Grupo Prisa, Caracol Radio, W Radio, Los 40 та ін. У 2018 році отримав подвійний європейський ступінь магістра з маркетингу та комерційного менеджменту Європейської бізнес-школи EUDE Іспанія. Він писав для las2orillas, газети El meridiano та інших національних ЗМІ. Зараз він є бізнес-менеджером медіа-мережі RCN у Картахені, Колумбія.

## Творчість

### Романи
- Орли, які втілювалися в черепах (Антіллас, 2005)
- Елізео, чарівний гладіатор (Santabárbara, 2012; www.amazon.com, 2013)
- Чернець Шаоліня та публіцист у Нью-Йорку (Santabárbara; www.amazon.com, 2013)
- Самозванці Раю, видавництво Oveja Negra 2017.
- Темрява під ногами, Колумбія 2021[11]

### Казки
- Чотири секрети (Santabárbara, 2014) перекладено французькою у 2020 році.

### Поезія
- Апокаліпсис душі, поетична антологія (Santabárbara, 2011)

### Історії
- Останній голос, мешканець No52. Lado Berlin, Німеччина 2021[18]
- Без причин. Антологія VII Конкурс Sierra de Francia Фонду Сантісімо Крісто де Арройомуерто, Іспанія 2021
- Попіл у порту. Антологія ІІІ конкурсу оповідань CEB El Calvache «Raíces» Центру досліджень Берсіаленьоса, Іспанія 2022.

## Нагороди та відзнаки
- Автор відзначений Програмою підтримки художнього виробництва Офісу мерії округу Барранкілья та Окружного інституту культури та туризму, 2007.
- Фіналіст III конкурсу Sierra de Francia Fundación Santísimo Cristo de Arroyomuerto Spain 2017 з неопублікованою історією Las lecturas de Pipe.
- Фіналіст літературної премії Трістана за фантастичний роман Іспанія, 2018.
- Фіналіст літературного конкурсу «Агустін Санчес Родріго» Касерес, Іспанія, 2020 р.
- Вибраний автор у Call for Fictions Berlin Side of short stories, Німеччина 2021[2]
- Переможець у наративному створенні портфоліо German Vargas Cantillo, мерія Барранкільї, Колумбія 2021[3]
- Лауреат другої премії на VII конкурсі Sierra de Francia фонду Santísimo Cristo de Arroyomuerto, Іспанія 2021[6]
- Фіналіст ІІ літературного конкурсу Агустіна Санчеса Родріго- Вілла Серраділья, Касерес, Іспанія 2022[12]
- Почесна відзнака на 79-му Міжнародному конкурсі поезії та оповідання «Шлях слів», у Буенос-Айресі, Аргентина 2022[13]
- Автор відібраний для антології ІІІ конкурсу оповідань CEB El Calvache «Raíces» Центром досліджень Bercialeños, Іспанія 2022.[14]